# آکی کانادا
آکی کانادا (انگلیسی: Aki Kanada؛ زادهٔ ۱۸ اوت ۱۹۸۳) صداپیشگی اهل ژاپن است. وی از سال ۲۰۰۵ میلادی تاکنون مشغول فعالیت بوده‌است.